# Amedeo Salfa
Amedeo Salfa (* 16. September 1941 in Rom) ist ein italienischer Filmeditor.
Salfa ist seit Mitte der 1960er Jahre im Bereich Filmschnitt tätig; das Schaffen eines der am meisten geschätzten Editoren Italiens umfasst mehr als 70 Film- und Fernsehproduktionen. Er war dreimal für den Filmpreis David di Donatello in der Kategorie Schnitt nominiert: für Regalo di Natale 1987, Storia di ragazzi e ragazze zwei Jahre darauf und für Il cuore altrove 2003.
Salva ist der Stammeditor von Regisseur Pupi Avati, ferner arbeitete er mehrfach mit Sergio Corbucci zusammen.
2014 erhielt er den Premio Vittorio de Sica für sein Gesamtschaffen.

## Filmografie (Auswahl)
- 1970: Das lüsterne Quartett (The Lickerish Quartet)
- 1973: Sie nannten sie kleine Mutter (Little Mother)
- 1975: Das größte Rindvieh weit und breit (Fantozzi)
- 1978: Zwei sind nicht zu bremsen (Pari e dizpari)
- 1980: Der Kuckuck (Le Coucou)
- 1981: Leinen los – wir saufen ab (Mi faccui la barca)
- 1982: Bingo Bongo
- 1982: Das Mädchen von Triest (La ragazza di Trieste)
- 1983: Nostalghia (Ностальгия) – zusammen mit Erminia Marani
- 1983: Zeder (Zeder)
- 1984: Freunde und Rivalen (Impiegati)
- 1984: Wir drei (Noi tre)
- 1986: Momo
- 1986: Weihnachtsgeschenk (Regalo di Natale)
- 1987: In letzter Minute (L'ultimo minuto)
- 1989: Eine Geschichte von Männern und Frauen (Storia di ragazzi e di ragazze)
- 1990: Wo die Nacht beginnt (Dove comincia la notte)
- 1997: Der Trauzeuge meines Mannes (Il testimone dello sposo)
- 2001: Die Kreuzritter 4 – Das Gewand Jesu (I cavalieri che fecero l'impresa)
- 2003: Il cuore altrove
- 2005: La seconda notte di nozze
- 2008: Il papà di Giovanni